# 神树站
神树站，位于黑龙江省伊春市铁力市神树镇，是绥佳铁路沿线车站。为四等站，本站目前办理客运业务。